# John Lautner

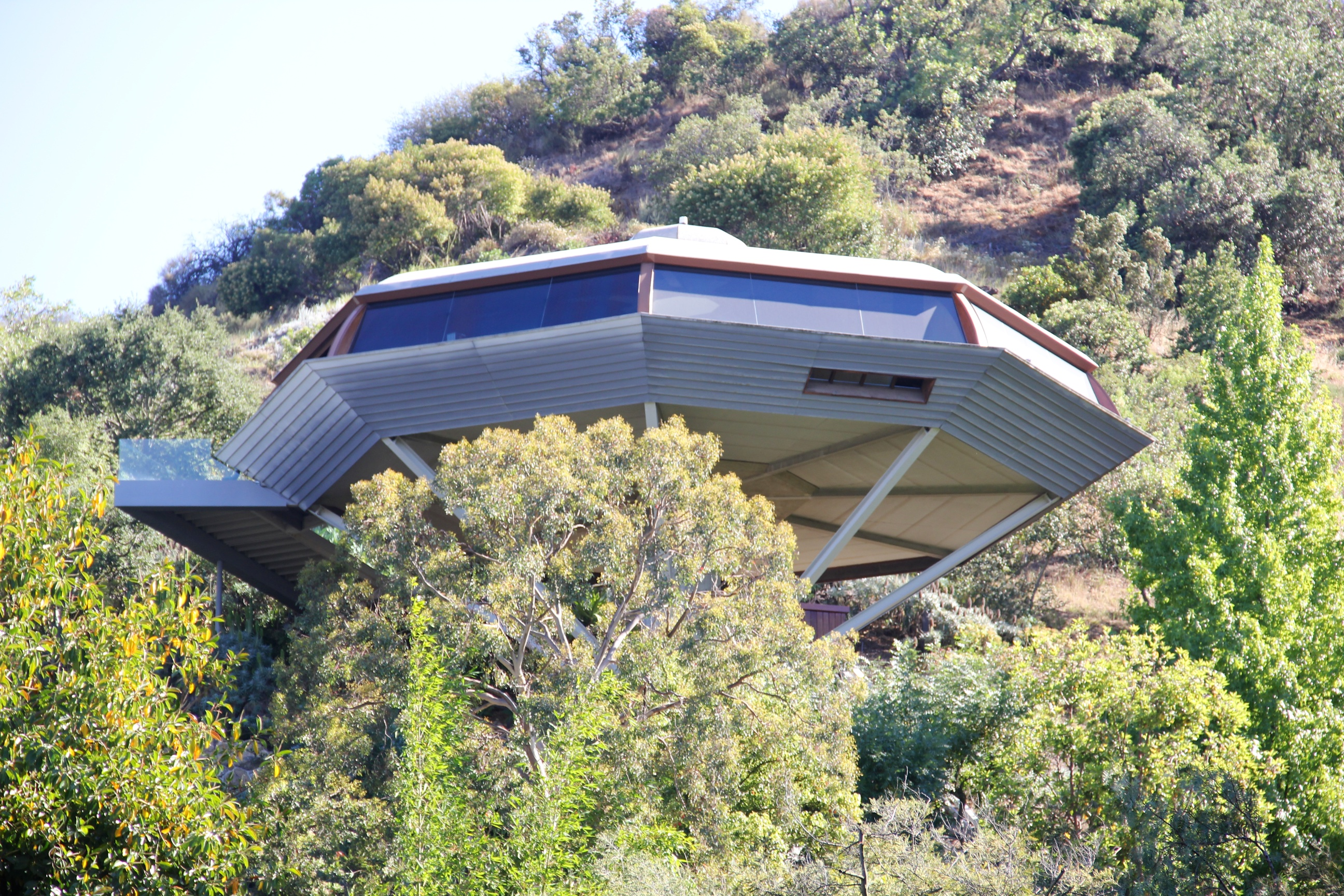
Chemosphere

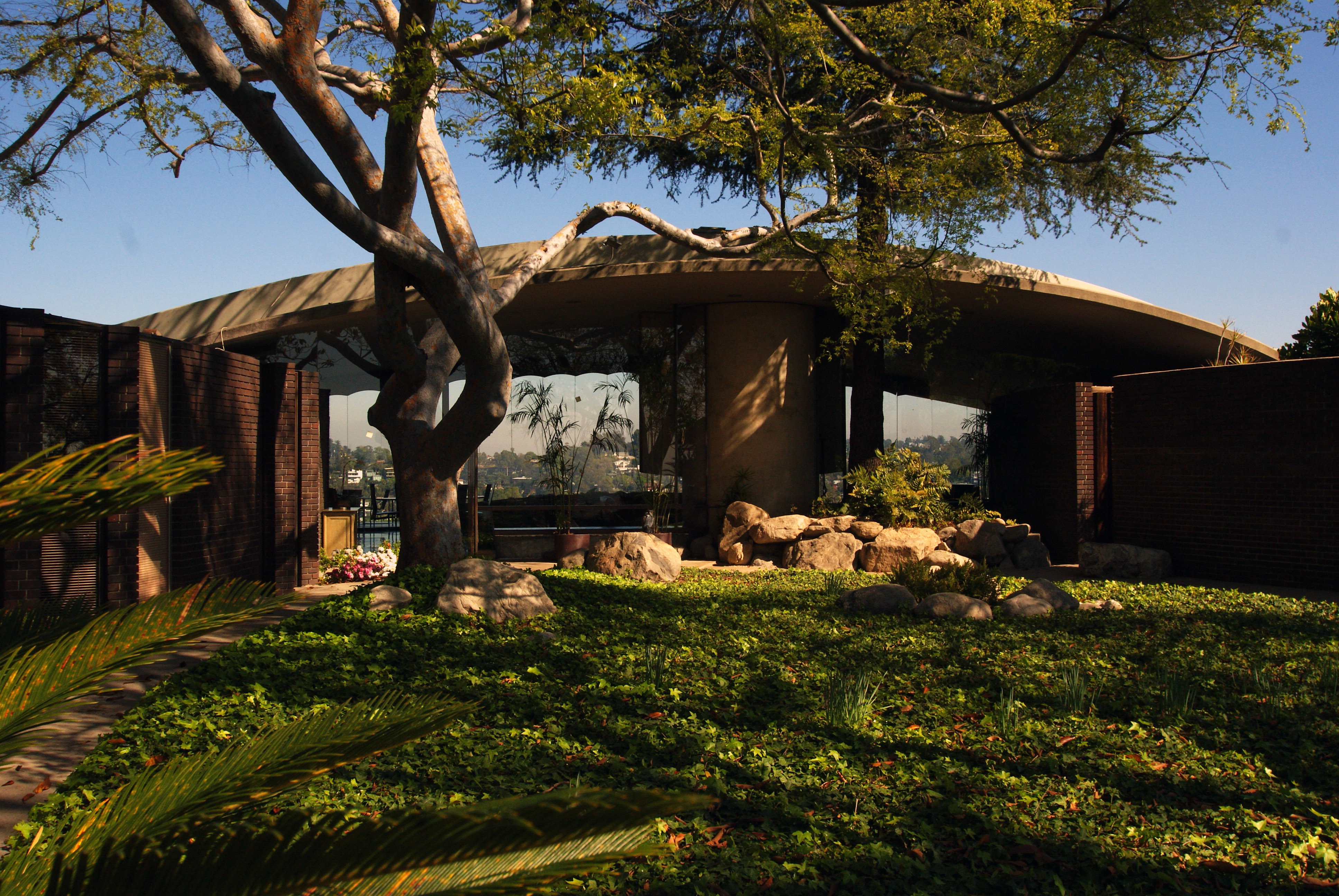
Silvertop

John Edward Lautner (ur. 16 lipca 1911 w Marquette (Michigan), zm. 24 października 1994 w Los Angeles) – amerykański architekt, twórca serii oryginalnych budynków ruchu „space age”.
Zaprojektował ponad 150 budynków, były to przeważnie drogie prywatne rezydencje w Kalifornii, jak np. „Chemosphere House” oraz „Silvertop”, będące kombinacją fantazji i minimalizmu.